# Bo Johnson
Bo Erland Johnson, född 8 april 1928 i Jörlanda församling, Göteborgs och Bohus län, är en svensk teolog och präst. Han är professor emeritus i bibelvetenskap (Gamla Testamentets exegetik) vid Centrum för teologi och religionsvetenskap på Lunds universitet. 
Efter studentexamen i Göteborg 1948 blev Johnson teologie kandidat vid Lunds universitet 1954, teologie licentiat 1959, teologie doktor 1963 på avhandlingen Die hexaplarische Rezension des 1. Samuelbuches der Septuaginta och docent i Gamla Testamentets exegetik vid Lunds universitet samma år. Han prästvigdes 1955 och var pastorsadjunkt i Göteborgs stift samma år. Han är internationellt erkänd forskare och författare till en mängd böcker och artiklar.